# Corps de pompiers militaires de l'État de Rio de Janeiro
 (mars 2017).
 (avril 2022).
 (avril 2022).
Le contenu est difficilement compréhensible vu les erreurs de traduction, qui sont peut-être dues à l'utilisation d'un logiciel de traduction automatique.
Le Corps de pompiers militaires de l'État de Rio de Janeiro (Corpo de Bombeiros Militar do Estado do Rio de Janeiro - CBMERJ en portugais) est une unité militaire chargée des missions de sécurité civile, de lutte contre l'incendie, de prévention, de secours à personne, et de sauvetage dans l'État de Rio de Janeiro. 
Le CBMERJ est une force auxiliaire de la réserve militaire de l'Armée Brésilienne qui relève du Système de Sécurité Publique et de Défense Sociale du Brésil,.

## Histoire

### Origine
Le corps de pompier militaire de Rio de Janeiro est fondé par l'empereur Pierre II (Pedro II en portugais) en 1856, à la suite de tragiques incendies, tels que l'incendie du Théâtre Saint Jean, en 1851 et 1856. En avril de 1860 est publiée la première réglementation où figure sa subordination au Ministère de la Justice. En 1864 la Direction Générale est installée place de l'Acclamation (actuelle place de la République). Localisation qui demeure aujourd'hui comme l'adresse du Commandement Général du CBMERJ. 
Initialement la corporation ne possède pas de caractère militaire et les officiers ne peuvent pas en utiliser les insignes même dans la caserne. C'est seulement en 1880 que ses membres ont été classés dans d'une hiérarchie militaire. Le Président-directeur Général a reçu le grade de Lieutenant-colonel; l'Adjudant celui de Major; les Commandants de Sections, de Capitaines et les Entraîneurs, de lieutenants.
Avec la Proclamation de la République en 1889, la corporation se renomme Corps de Pompiers du District Fédéral et en 1917, se constitue Réserve de l'Armée de Terre brésilienne.

### Fusion de l'État du Rio de Janeiro avec le de la Guanabara[incompréhensible]

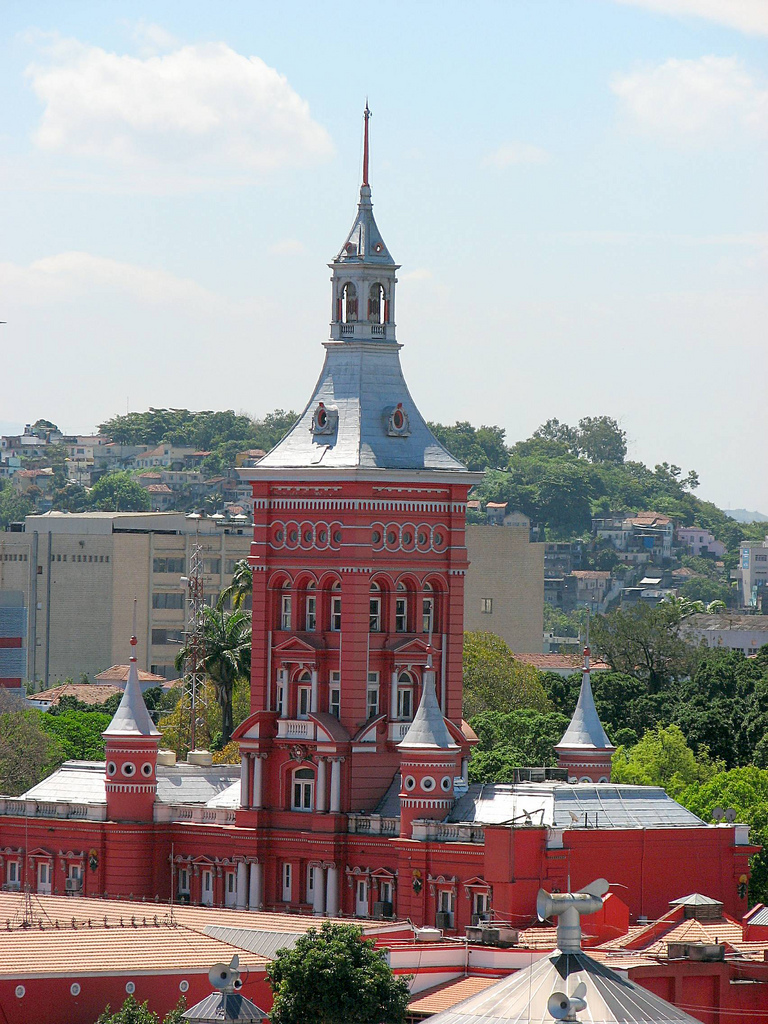
Quartier-général du CBMERJ.
Rio de Janeiro.

Le 21 avril 1960 le Gouvernement fédéral a été transféré de Rio de Janeiro à Brasilia. Et l'ancien District Fédéral a été transformé pour devenir l'État de la Guanabara, poussant la corporation à se dénommer Corps de Pompiers de l'État de la Guanabara.
En 15 mars de 1975, l'État de la Guanabara fusionne avec celui de Rio de Janeiro. Jusqu'alors, dans l'État du Rio de Janeiro le Corps de Pompiers était sujet à la Police Militaire, en fonctionnant, voie de règle, avec des  pelotons soulignés, avec des garnisons de la police militaire spécialisés dans les activités de sécurité civile. Après la fusion, le Corps de Pompiers de l'État de Rio de Janeiro a été unifié avec le Corps de Pompiers de la Guanabara.
La corporation est passée alors à se désigner comme Corps de Pompiers de l'État du Rio de Janeiro, avec les prérogatives du centenaire Corps de Pompiers de l'ancienne Capitale Fédérale.  La corporation a maintenu son autonomie et est sujette directement au Secrétariat d'État.
Avec les changements insérés dans la Constitution Fédérale de 1988, en les années 1990 le terme "Militaire" a été inséré pour détacher le Corps de Pompiers Militaires des organisations civiles et des pompiers volontaires. Cela a aussi renforcé sa condition de réserve de l'Armée.

## Organisation
Le CBMERJ est opérationnellement divisé en Groupement de Pompiers Militaire (Grupamento de Bombeiro Militar - GBM en portugais). Il est subdivisé en Détachement de Pompiers Militaire (Destacamento de Bombeiro Militar - DBM). Le groupement du Quartier-général est dénommé Groupement Opérationnelle du Commandement Général 
(Grupamento Operacional do Comando Geral - GOCG), et possède un détachement à l'Aéroport Santos Dumont. L'École de Pompiers Coronel Sarmento (EsBCS), en Guadeloupe, possède également un détachement de combattants du feu. 
| 1er GBM - Humaitá 1er DBM - Catete 2e GBM - Méier 1er DBM - Ramos 3e GBM - Niterói 1er DBM - Maricá 2e DBM - Charitas 4e GBM - Nova Iguaçu 1er DBM - Nilópolis 2e DBM - Belford Roxo 5e GBM - Campos 1er DBM - Guarus 2e DBM - São Fidélis 3e DBM - São João da Barra 4e DBM - Cambuci 6e GBM - Nova Friburgo 1er DBM - Cordeiro 2e DBM - Cachoeiras de Macacu 3e DBM - Bom Jardim 4e DBM - Cantagalo 7e GBM - Barra Mansa 8e GBM - Campinho 1er DBM - Realengo 9e GBM - Macaé 1er DBM - Casemiro de Abreu 2e DBM - Aéroport de Macaé 3e DBM - Cabiúnas | 10e GBM - Angra dos Reis 1er DBM - Ilha Grande 2e DBM - Frade 3e DBM - Itaguaí 11e GBM - Vila Isabel 1er DBM - Benfica 2e DBM - Grajaú 3e DBM - Tijuca 12e GBM - Jacarepaguá 13e GBM - Campo Grande 1er DBM - Santa Cruz 2e DBM - Distrito Industrial 3e DBM - Seropédica 14e GBM - Duque de Caxias 1er DBM - São João de Meriti 15e GBM - Petrópolis 1er DBM - Três Rios 2e DBM - Itaipava 16e GBM - Teresópolis 1er DBM - Carmo 17e GBM - Copacabana 1er DBM - Gávea 18e GBM - Cabo Frio 1er DBM - São Pedro da Aldeia | 19e GBM - Ilha do Governador 1er DBM - Tubiacanga 2e DBM - Galeão 20e GBM - São Gonçalo 1er DBM - Itaboraí 21e GBM - Itaperuna 1er DBM - Itaocara 2e DBM - Santo Antônio de Pádua 3e DBM - Italva 22e GBM - Volta Redonda 1er DBM - Barra do Piraí 2e DBM - Valença 3e DBM - Miguel Pereira 4e DBM - Piraí 5e DBM - Vassouras 23e GBM - Resende 24e GBM - Irajá 1er DBM - Ricardo de Albuquerque 2e DBM - Parada de Lucas 25e GBM - Paracambi 26e GBM - Paraty 1er DBM - Mambucaba 27e GBM - Araruama 1er DBM - Saquarema 28e GBM - Penha |

### Unités spéciales

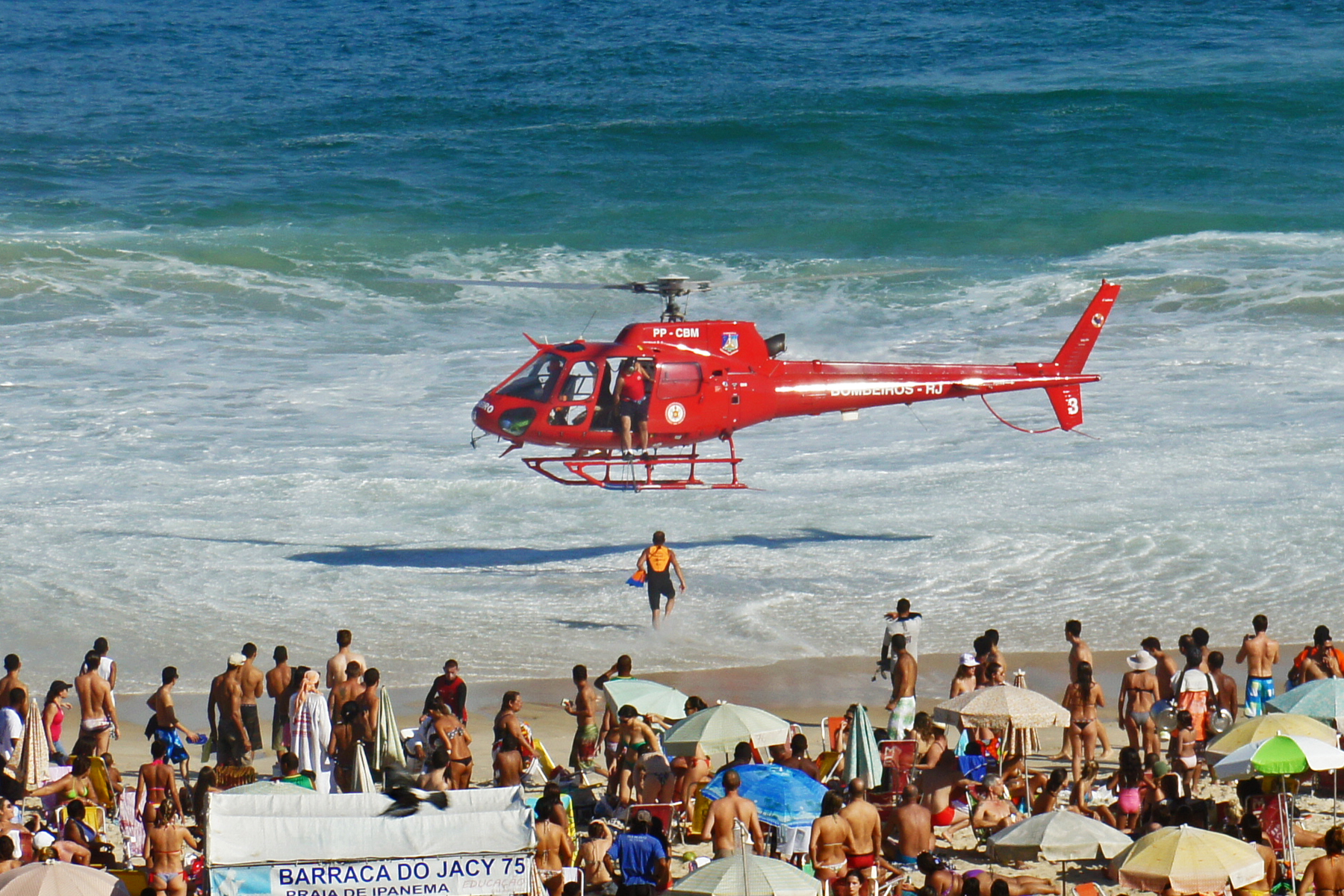
Hélicoptère de recherche et sauvetage en plage d'Ipanema.

1er Groupement de Secours Forestier et Environnement (Grupamento de Socorro Florestal e Meio Ambiente) - Alto da Boa Vista
1er Détachement de Secours Forestier et Environnement - Santa Teresa
2e Groupement de Secours Forestier et Environnement - Magé
Groupement Technicien de Supplément d'Eau pour Incendie  (Grupamento Técnico de Suprimento de Água para Incêndio) - Caju
Groupement de Prévention en Stades (Grupamento de Prevenção em Estádios) - Maracanã
Groupement de Opérations avec Produits Dangereux (Grupamento de Operações com Produtos Perigosos) - Duque de Caxias
1er Groupement de Recherche et Sauvetage (Grupamento de Busca e Salvamento) - Barra da Tijuca
Groupement de Opérations Aériennes (Grupamento Operações Aéreas) - Aéroport de Jacarepaguá
1er Détachement de Opérations Aériennes - Lagoa
2e Détachement de Opérations Aériennes - Jacarepaguá
Groupement Opérationnelle de Technologies Devancées  (Grupamento Operacional de Tecnologias Avançadas) - Ilha do Governador
1er Groupement Maritime (Grupamento Marítimo) - Botafogo
2e Groupement Maritime - Barra da Tijuca
3e Groupement Maritime - Copacabana
4e Groupement Maritime - Itaipu
Groupement de Secours de Émergence (Grupamento de Socorro de Emergência) - Catete